# Озургетский муниципалитет
Озурге́тский муниципалите́т (груз. ოზურგეთის მუნიციპალიტეტი  ozurgetis municipʼalitʼetʼi; до 1990 года — Махара́дзевский район) — муниципалитет в Грузии, входящий в состав края Гурия. Находится на юго-западе Грузии, занимая юго-западную часть исторической области Гурия. Административный центр — Озургети (до 1990 года — Махарадзе). В 2014-2017 годах не входил в состав муниципалитета, получив статус города краевого подчинения.

## История
Территория муниципалитета составляла одну из частей Гурийского княжества, в составе которого в 1810 году перешла под протекторат России, а затем, в 1829 году полностью вошла в её состав.
В 1840 году образуется Гурийский уезд с центром в Озургеты в составе Грузино-Имеретинской губернии. В 1846 году эта губерния расформировывается и Гурийский уезд оказывается в Кутаисской губернии. Это положение сохраняется вплоть до 1918 года. В 1918 году Гурия входит в состав Грузинской демократической республики, просуществовавшей до марта 1921 года.
Первое время после образования Грузинской советской республики (позднее ССР Грузия) сохранялся Гурийский уезд, который в 1929 году разделяется на 3 района, в том числе Озургетский. С 1930 года Озургетский район находился в прямом подчинении Грузинской ССР. 9 июля 1934 года Озургетский район был переименован в Махарадзевский. В 1951—1953 годах район входил в состав Кутаисской области. В 1990 году Махарадзевский район был переименован в Озуретский. В 1995 году Озургетский район включается в состав созданного Гурийского края. В 2006 году Озургетский район преобразован в Озургетский муниципалитет.

## Население
По состоянию на 1 января 2018 года численность населения муниципалитета составила 61305 жителей, на 1 января 2014 года — 77,7 тыс. жителей.
Согласно последней переписи 2002 года население района (муниципалитета) составило 78 760 чел.
| Грузины | Армяне | Русские | Украинцы | Осетины | Абхазы | Азербайджанцы | Греки  | Езиды  |
| 95,4 %  | 2,5 %  | 1,4 %   | 0,20 %   | 0,13 %  | 0,07 % | 0,07 %        | 0,04 % | 0,03 % |

| Грузины       | 61 096 | 97,19 %  |
| Армяне        | 1115   | 1,77 %   |
| Русские       | 370    | 0,59 %   |
| Украинцы      | 104    | 0,17 %   |
| Азербайджанцы | 25     | 0,04 %   |
| Осетины       | 21     | 0,03 %   |
| Езиды         | 17     | 0,03 %   |
| Цыгане (боша) | 16     | 0,03 %   |
| Греки         | 13     | 0,02 %   |
| другие        | 86     | 0,14 %   |
| всего         | 62 863 | 100,00 % |

## Административное деление
Территория муниципалитета разделена на 29 сакребуло:
- 1 городское (kalakis) сакребуло: Озургети
- 4 поселковых (dabis) сакребуло: Лайтури, Наруджа, Уреки, Кведа-Насакирали
- 20 общинных (temis) сакребуло.
- 4 деревенских (soplis) сакребуло: Тхинвали, Мелекедури, Озургети, Силаури.

## Список населённых пунктов
В состав муниципалитета входит 75 населённых пунктов, в том числе 1 город, 4 посёлка городского типа и 70 деревень.
- Озургети (груз. ოზურგეთი)
- Аскана (груз. ასკანა)
- Ахалсопели (груз. ახალსოფელი)
- Ачи (груз. აჭი)
- Багдади (груз. ბაღდადი)
- Баилети (груз. ბაილეთი)
- Богили (груз. ბოგილი)
- Бохваури (груз. ბოხვაური)
- Ваке (груз. ვაკე)
- Вакиджвари (груз. ვაკიჯვარი)
- Ванискеди (груз. ვანისქედი)
- Ваштиали (груз. ვაშტიალი)
- Гагма-Двабзу (груз. გაღმა დვაბზუ)
- Гантиади (груз. განთიადი)
- Гогиети (груз. გოგიეთი)
- Гоми (груз. გომი)
- Гонебискари (груз. გონებისკარი)
- Гурианта (груз. გურიანთა)
- Дабали-Эцери (груз. დაბალი ეწერი)
- Двабзу (груз. დვაბზუ)
- Джумати (груз. ჯუმათი)
- Дзириджумати (груз. ძირიჯუმათი)
- Жанаура (груз. ჟანაურა)
- Зеда-Бахви (груз. ზედა ბახვი)
- Зеда-Дзимити (груз. ზედა ძიმითი)
- Зеда-Учхуби (груз. ზედა უჩხუბი)
- Зедубани (груз. ზედუბანი)
- Земо-Макванети (груз. ზემო მაკვანეთი)
- Земо-Натанеби (груз. ზემო ნატანები)
- Ианети (груз. იანეთი)
- Какути (груз. ქაქუთი)
- Квачалати (груз. კვაჭალათი)
- Кведа-Бахви (груз. ქვედა ბახვი)
- Кведа-Дзимити (груз. ქვედა ძიმითი)
- Кведа-Насакирали (груз. ქვედა ნასაკირალი) — пгт
- Квемо-Макванети (груз. ქვემო მაკვანეთი)
- Квемо-Натанеби (груз. ქვემო ნატანები)
- Квирикети (груз. კვირიკეთი)
- Кончкати (груз. კონჭკათი)
- Лайтури (груз. ლაითური) — пгт
- Лихаури (груз. ლიხაური)
- Магали-Эцери (груз. მაღალი ეწერი)
- Мелекедури (груз. მელექედური)
- Мериа (груз. მერია)
- Мзиани (груз. მზიანი)
- Моцвнари (груз. მოცვნარი)
- Мтиспири (груз. მთისპირი)
- Мшвидобаури (груз. მშვიდობაური)
- Нагобилеви (груз. ნაღობილევი)
- Нагомари (груз. ნაგომარი)
- Наруджа (груз.  ნარუჯა) — пгт
- Насакирали (груз. ნასაკირალი)
- Ниабаури (груз. ნიაბაური)
- Озургети (груз. ოზურგეთი)
- Окроскеди (груз. ოქროსქედი)
- Окроскеди (груз. ოქროსქედი)
- Ормети (груз. ორმეთი)
- Пампалети (груз. ფამფალეთი)
- Силаури (груз. სილაური)
- Тхинвали (груз. თხინვალი)
- Уканава (груз. უკანავა)
- Уреки (груз. ურეკი) — пгт
- Хварбети (груз. ხვარბეთი)
- Хриалети (груз. ხრიალეთი)
- Цителмта (груз. წითელმთა)
- Цихисперди (груз. ციხისფერდი)
- Цхемлисхиди (груз. ცხემლისხიდი)
- Чала (груз. ჭალა)
- Чаниети (груз. ჭანიეთი)
- Чаниетури (груз. ჭანიეთური)
- Чахвата (груз. ჭახვათა)
- Шекветили (груз. შეკვეთილი)
- Шемокмеди (груз. შემოქმედი)
- Шрома (груз. შრომა)
- Шуа-Иснари (груз. შუა ისნარი)